# Chaos UK
Chaos UK est un groupe de punk rock britannique, originaire de Portishead, près de Bristol.

## Biographie
Chaos UK est formé en 1979 à Portishead, près de Bristol. Ils émergent au sein de la scène anarcho-punk, développant un style punk hardcore et street punk rapide et agressif. Composé à l'origine de Simon Greenham au chant, Andy à la guitare, Chaos (aka Lice) à la basse et Potts à la batterie, le groupe enregistre deux EP et un album studio pour Riot City Records. En 1982 sort les singles Burning Britain (huitième des UK Indie Charts) et Loud Political and Uncompromising (27e des UK Indie Charts).
Dans le processus, ils se révèlent, avec les groupes Disorder (de Bristol) et Discharge (de Stoke), révolutionné la scène punk hardcore. En particulier, les groupes de punk hardcore japonais des années 1980 sont fortement influencées par le son brutal de Chaos UK et Disorder. Le premier album de Chaos UK est remarquable : le label du groupe prétendait que c'était le « LP le plus rapide et le plus bruyant du cosmos », selon le magazine Punk Lives. Les pistes vocales sur cet enregistrement ont également été assurées par le bassiste Chaos. 
Le milieu des années 1980 voit une composition du groupe presque nouvelle avec Chaos restant le seul membre original. Il est rejoint par Mower au chant, Gabba à la guitare (précédemment avec The Seats of Piss de Nottingham) et Chuck à la batterie. Au cours des années 1980, Chaos UK était le leader de la scène hardcore punk du Royaume-Uni, jouant à plusieurs centaines de concerts à travers le monde, y compris le Japon, aux États-Unis, au Mexique et dans toute l'Europe.
Leur album  Live in Japan est enregistré en 1991 (et publié trois ans plus tard), mais après la tournée, ils perdent Chuck et le replacent par Devilman. Ils recrutent aussi un second guitariste, Vic (ex-Reagan Youth). Cette formation enregistre l'album Making Half a Killing peu de temps après. En 1993 sort One Hundred Percent Two Fingers in the Air chez Century Media Records. Leur nouveau batteur Phil Thudd et le nouveau bassiste J. signent pour les albums King for a Day (1996), Morning After the Night Before (1996), et Heard It, Seen It, Done It (1997) ; mais Devilman reste dans le groupe et joue sur les albums, alors que Beki a, depuis, quitté le groupe. Les membres décident de lancer leurs propres projets parallèles comm A.D. Rice and the Wuzzuks, mais publient par la suite Total Chaos en 1999, puis Chaos in Japan en 2001. 
The original singer, Simon Greenham, is dead the 28th of february 2025

## Discographie[5]

### Albums studio
- 1983 : Chaos UK LP (Riot City)
- 1986 : Chaos UK/Extreme Noise Terror split LP (Manic Ears)
- 1989 : Chipping Sodbury Bonfire Tapes LP (Slap Up/Weasel)
- 1991 : Live in Japan LP/CD (Cargo)
- 1991 : Total Chaos LP/CD (Anagram)
- 1993 : 100% Two Fingers in the Air Punk Rock 12"/CD (Slap Up/Century Media)
- 1996 : Floggin' the Corpse CD (Anagram)
- 1996 : King for a Day 7" (Discipline)
- 1996 : Morning After the Night Before CD (Cleopatra)
- 1999 : Heard It, Seen It, Done It LP/CD (Discipline)
- 2000 : Kanpai 12"/CD (Discipline)

### EP, splits et démos
- 1981 : Demo
- 1982 : Burning Britain E.P. 7" (Riot City)
- 1982 : Loud Political and Uncompromising 7" (Riot City. Riot 12)
- 1984 : Short Sharp Shock 12" (COR/Weasel)
- 1984 : Just Mere Slaves 12" (Selfish)
- 1989 : Headfuck 7" (Desperate Attempt)
- 1991 : Head on a Pole 7" (Desperate Attempt)
- 1991 : Enough to Make You Sick (Vinyl Japan)
- 1991 : Chaos UK/Raw Noise split (Vinyl Japan)
- 1993 : Death Side/Chaos UK split (Selfish)
- 1993 : Secret Men 7" (Slap Up)
- 2000 : Chaos UK/Assfort split (Discipline)
- 2007 : Chaos UK/FUK split (HG Fact)

### Compilations
- The Singles LP (Riot City, 1984 - includes first two 7"s) No. 31
- Total chaos- the single collection CD (Anagram, 1991)
- Short Sharp Shock CD (Anagram, 1991)
- Radioactive Earslaughter/100% Two Fingers in the Air CD (Anagram, 1993)
- The Best of Chaos UK CD (Anagram, 1999)
- Enough to Make You Sick/Chipping Sodbury CD (Anagram, 1993)

### Apparitions
- Punk and Disorderly LP (Abstract/Posh Boy, 1982) "4 Minute Warning"
- Riotous Assembly LP (Riot City Records, 1982) "Senseless Conflict"
- UK/DK LP (Cherry Red, 1983) "No Security"
- Digging in Water LP (COR,1986) "Kill Your Baby" a different/faster version
- Punks Not Dread LP (Sink Below, 1991) "For Adolfs Only", "Bone Idol", "Brain Bomb"